# Nielep
Nielep (deutsch Nelep) ist ein Dorf in der polnischen Woiwodschaft Westpommern und gehört zum Powiat Świdwiński. Neun Kilometer nordöstlich der Kreisstadt Świdwin (Schivelbein) gelegen ist es heute Ortsteil der Landgemeinde Rąbino.

## Geschichte
Nelep war ein großes pommersches Guts- und Bauerndorf mit Rittergut sowie Frei- und Lehnsgut auf dem Gut Augustenhof im Land Schivelbein. Sein Name (nie-leba = nahe am Fluss) weist auf die Lange an der Rega hin.
1349 erhielt der Ritter Hasso von Wedel aus Schivelbein von Markgraf Ludwig den Ort Nelep als Lehen. 1389 verkauften die Brüder Wopersnow einen Teil an die Bruderschaft zum Hl. Leichnam in Schivelbein, ein anderer Teil kam im Laufe der Zeit in den Besitz des Johanniterordens. Im Jahr 1736 ergaben sich diese Besitzverhältnisse: ein Drittel Stadt Schivelbein, zwei Drittel der Johanniterorden. Als Besitzer des Ritterguts wurden 1844 Familie Schohl und 1853 Familie Kuß genannt. Zuletzt war Paul Seyer Eigentümer des 811 Hektar umfassenden Gutes.
Seit 1859 ist Nelep Bahnstation an der Strecke Berlin – Stettin – Köslin – Danzig – Königsberg. 1927 wurde die Straße nach Schivelbein gebaut. Bedingt durch die Entfernung nach Schivelbein gab es am Ort zahlreiche Handwerks- und Handelsbetriebe: Sattler, Tapezierer, Schmiede, Schneiderei, Stellmacherei, Tischlerei und auch eine Mühle sowie eine Molkerei.
1825 lebten in Nelep 282 Einwohner, 1843 waren es 308, 1861 dann 365, 1910 schon 419, 1925 sogar 611, 1939 nur noch 544 Menschen.
Das für Nelep zuständige Amtsgericht war Schivelbein. Letzte deutsche Bürgermeister in Nelep waren Heinz Kettner und Albert Hardt.
Nach erheblichen Kämpfen mit den deutschen Truppen wurde Nelep am 5. März 1945 von der Roten Armee besetzt. Infolge des Krieges kam der Ort zu Polen. Die angestammte Bevölkerung wurde vertrieben. Heute ist Nielep ein Teil der Landgemeinde (gmina wiejska) Rąbino.

## Amt Nelep
Nelep gehörte bis 1932 zum Landkreis Schivelbein, bis dieser in den Landkreis Belgard (Persante) integriert wurde. Die Gemeinde bildete mit Balsdrey und Grössin (mit den Ortsteilen Ankerholz und Beustrin) den selbständigen Amtsbezirk Nelep.

## Standesamt Nelep
Alle drei Gemeinden Balsdrey, Grössin und Nelep gehörten zum Standesamtsbezirk Nelep.

## Kirchspiel Nelep

### Kirchengemeinden
Nelep ist alter Pfarrort des gleichnamigen Kirchspiels. Zur Kirchengemeinde Nelep gehörten die Tochtergemeinden Kreitzig (polnisch: Krzecko) und Klötzin (Kłodzino) mit Dolgenow (Dołganów). Der Ort lag bis 1945 im Kirchenkreis Schivelbein in der Kirchenprovinz Pommern der Evangelischen Kirche der Altpreußischen Union.
Das Kirchenpatronat teilten sich staatliche Stellen sowie die Rittergutsbesitzer Seyer-Nelep, Ponath-Klötzin, Schmeling-Dolgenow und von der Goltz-Kreitzig. Im Jahre 1940 zählte das Kirchspiel Nelep 1137 Gemeindeglieder, von denen 578 zum Bezirk Nelep, 339 zum Bezirk Klötzin und 220 zum Bezirk Kreitzig gehörten. Seit 1945 gelten die Kirchenbücher als verschollen.
Heute gehört Nielep zur Parochie Koszalin (Köslin) der Diözese Pommern-Großpolen mit Sitz in Sopot (Zoppot) der Evangelisch-Augsburgischen Kirche in Polen. Kirchort ist Świdwin (Schivelbein).

### Die Pfarrer von der Reformation bis 1945
1. Laurentius Engelke, nach 1627
2. Johann Grolochius
3. David Grolochius
4. Johann Polnow
5. Gottfried Polnow (Sohn von 4.), 1731–1771
6. Christlieb Wilhelm Polnow, 1771–1778
7. Albert Ludwig Hähne, 1786–1806 (?)
8. Ernst Jakob Wilhelm Schumacher, 1807–1821 (?)
9. Karl Theodor Meibauer, 1822–1853
10. Georg Ludwig Gantzkow, 1855–1868
11. Otto Gustav Wilde, 1868–1902
12. Rudolf Hermann Friedrich Stuht, 1903–1913
13. Paulus Harder, 1914–1929
14. Georg Rößler, 1939–1945

## Schule
In den 1880er Jahren  erhielt Nelep eine zweiklassige Volksschule, in der zuletzt von den Lehrern Karl Albrecht und Paul Fischer der Unterricht erteilt wurde.

## Sehenswürdigkeiten
Als besonders sehenswert gelten der Jezioro Nielep (nielepskie jezioro) und die alte Parkanlage aus dem 19. Jahrhundert.

## Söhne und Töchter des Ortes
- Robert Meibauer (1833–1897), Jurist und Mitglied des Deutschen Reichstags
- Ruth Parnitzke (1889–1975), Malerin